# Raión de Murovani Kurylivtsi
Raión de Muróvani Kurýlivtsi (en ucraniano: Мурованокуриловецький район) es un antiguo raión o distrito de Ucrania en el óblast de Vinnytsia. 
Comprende una superficie de 890 km².
La capital fue la ciudad de Muróvani Kurýlivtsi (en ucraniano: Муро́вані Кури́лівці).

## Demografía
Según estimación 2010, contaba con una población total de 27773 habitantes.

## Otros datos
El código KOATUU es 522800000. El código postal 23400 y el prefijo telefónico +380 4356.